# Zabara, Șumsk
Zabara (în ucraineană Забара) este un sat în comuna Zalisți din raionul Șumsk, regiunea Ternopil, Ucraina.

## Demografie
Componența lingvistică a localității Zabara
     Ucraineană (97,56%)
     Rusă (2,44%)
Conform recensământului din 2001, majoritatea populației localității Zabara era vorbitoare de ucraineană (97,56%), existând în minoritate și vorbitori de rusă (2,44%).